# Boiga
Boiga este un gen de șerpi din familia Colubridae.

## Galerie

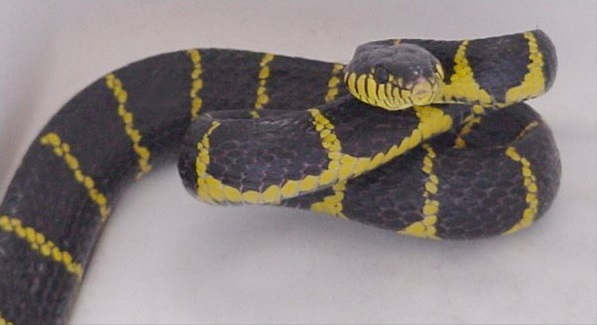

## Specii[1]
- Boiga andamanensis
- Boiga angulata
- Boiga barnesii
- Boiga beddomei
- Boiga bengkuluensis
- Boiga blandingii
- Boiga bourreti
- Boiga ceylonensis
- Boiga cyanea
- Boiga cynodon
- Boiga dendrophila
- Boiga dightoni
- Boiga drapiezii
- Boiga forsteni
- Boiga gokool
- Boiga guangxiensis
- Boiga irregularis
- Boiga jaspidea
- Boiga kraepelini
- Boiga multifasciata
- Boiga multomaculata
- Boiga nigriceps
- Boiga nuchalis
- Boiga ochracea
- Boiga philippina
- Boiga pulverulenta
- Boiga quincunciata
- Boiga ranawanei
- Boiga saengsomi
- Boiga schultzei
- Boiga siamensis
- Boiga tanahjampeana
- Boiga trigonata
- Boiga wallachi